# Океанічні пустища Південного Авалону та Б'юріну
Океанічні пустища Південного Авалону та Б'юріну (ідентифікатор WWF: NA0615) — неарктичний екорегіон тайги, розташований на сході Канади.

## Географія
Екорегіон океанічних пустищ Південного Авалону та Б'юріну охоплює південні частини півостровів Авалон та Б'юрін, розташованих на південному сході острова Ньюфаундленд, а також невеликий архіпелаг Сен-П'єр і Мікелон, який є частиною Франції як автономна заморська спільнота. Глибоко розчленовані скелі Авалону та Б'юріну різко підіймаються над водами Атлантичного океану на висоту близько 200 м над рівнем моря, однак внутрішні частини цих півостровів мають переважно рівнинний, дещо горбистий рельєф. З геологічної точки зору основу регіону складають докембрійські осадові та вулканічні породи. В часи останнього льодовикового періоду територія екорегіону була вкрита льодовиковим щитом, який залишив тут численні морени та інші льодовикові форми рельєфу. Водно-болотні угіддя займають понад чверть території регіону.

## Клімат
На більшій частині екорегіону переважає субарктичний клімат (Dfc за класифікацією кліматів Кеппена), а в деяких прибережних районах, зокрема на мисі Містейкен-Пойнт — субполярний океанічний клімат (Cfc за класифікацією Кеппена). Літо прохолодне і туманне, а зима коротка і м'яка. Середньорічна температура в екорегіоні становить приблизно 5,5 °C, середня літня температура — 11,5 °C, а середня зимова температура — -1 °C. Опади випадають рівномірно протягом всього року. Середньорічна кількість опадів коливається від 1200 до 1500 мм.

## Флора
Рослинний покрив екорегіону представлений мохово-вересовими пустищами, які є унікальними для Північної Америки. Рослинні угруповання, подібні до тих. що зустрічаються в цьому регіоні, поширені в Ісландії, на півночі Шотландії, на Шпіцбергені та в інших районах з субполярним океанічним кліматом.
Екорегіон підтримує щільні килими зі скельнику (Racomitrium) та інших мохів, кущистих лишайників та густих, невисоких заростей чагарників з родини Вересові (Ericaceae), які перемежовуються верховими болотами. На деяких височинах бальзамисті ялиці (Abies balsamea) утворюють карликове криволісся.

## Фауна
Серед поширених в екорегіоні ссавців слід відзначити карибу (Rangifer tarandus caribou), ньюфаундлендську лисицю (Vulpes vulpes deletrix), американського горностая (Mustela richardsonii), лучну полівку (Microtus pennsylvanicus) та американську мідицю (Sorex cinereus). На берегах регіону гніздиться безліч морських птахів, зокрема трипалих мартинів (Rissa tridactyla), тонкодзьобих кайр (Uria aalge), товстодзьобих кайр (Uria lomvia), малих гагарок (Alca torda), арктичних чистунів (Cepphus grylle) та атлантичних іпаток (Fratercula arctica). На мисі Святої Марії розташована одна з найбільших у світі гніздових колоній атлантичних сул (Morus bassanus). Серед птахів, що зимують у водах регіону, слід відзначити каменярку (Histrionicus histrionicus), морянку (Clangula hyemalis) та зеленошию пухівку (Somateria mollissima).

## Збереження
Близько 4,7 % площі екорегіону є заповідними територіями. Загалом близько 95 % території екорегіону є відносно незайманими. Природоохоронні території включають: Екологічний заповідник мису Святої Марії, Провінційний парк Чанс-Коув та Екологічний заповідник Містейкен-Пойнт.